# Göncz István
Göncz István (Barcs, 1937. december 7. –) labdarúgó, csatár.

## Pályafutása
A Pécsi VSK-ból igazolt a BVSC-be Az élvonalban 1959. augusztus 1-jén mutatkozott be. Az 1961–62-es idényben a Ferencvárosi TC együttesében játszott és tagja volt a bronzérmes csapatnak. 1962 és 1964 között a Komlói Bányászban szerepelt. Az élvonalban összesen 54 mérkőzésen szerepelt és hét gólt szerzett. 1965-től a Ganz Mávagban szerepelt.

## Sikerei, díjai
- Magyar bajnokság
  - 3.: 1961–62